# Agrochola venosa
Agrochola venosa là một loài bướm đêm trong họ Noctuidae.